# Heliand
Pour les articles homonymes, voir Heliand (homonymie).
L’Heliand, ou Poème de la vie de Jésus, est une version épique des évangiles composée en vieux-saxon par ordre de l'empereur Louis le Pieux sous les auspices de saint Ludger, évêque de Münster au IXe siècle (vers 830 probablement).

## Historique et contenu
Le poème prend pour modèle l'Harmonie des Évangiles de Tatien, moine syriaque du IIe siècle, dont une traduction latine est attestée à Fulda (Hesse) au VIIIe siècle. C'est le manuscrit de Fulda qui a servi à l'auteur du Heliand. La langue du Heliand peut être considérée comme du vieux-saxon pur.
Ce poème épique avait pour but de toucher la sensibilité des Saxons profondément attachés à leurs dieux traditionnels, guerriers et violents et qui peinaient à accepter le dieu vaincu des évangiles.
Jésus devient dans l’Heliand un germanique dont les vassaux sont ses disciples. Les noces de Cana y sont présentées comme un festin guerrier…
Deux manuscrits principaux du poème nous sont parvenus  :
- Le manuscrit M (Munich), qui date du IXe siècle et a été découvert en Bavière,
- Le manuscrit C (actuellement au British Museum), qui date du Xe ou XIe siècle.

Le manuscrit M est le plus complet.